# Ivo Wortmann
Ivo Ardais Wortmann (Quaraí, 03 de Outubro de 1949) é um treinador e ex-futebolista brasileiro. Atualmente está sem clube.

## Carreira

### Jogador
Como jogador, Ivo Wortmann, então conhecido apenas por Ivo, atuou como volante. Teve passagens marcantes pelo America-RJ e pelo Palmeiras.

## Treinador
Como técnico, teve passagens por times tanto pequenos quanto grandes. Após passar pelo Coritiba em 2000-2001, sair para o Cruzeiro, tendo passagem ruim, voltou ao Coritiba. saiu no fim de 2001 e foi para o Internacional em 2002, tendo passagem rápida.
Ainda em 2002, foi treinador do Botafogo, sendo rebaixado. Assumiu o Paysandu em 2004, saindo antes do Brasileirão. Assumiu o Juventude. Teve boa passagem por Caxias do Sul, recebendo alguns convites.
Teve passagem meteórica pelo Goiás, voltando ao Juventude em 2005. Ficou até 2006 e passou pelo Fluminense, saiu com apenas seis jogos no time.
Passou pela terceira vez pelo Juventude, entre 2006 e 2007.
Em 2007 assumiu o Al-Wahda. Passou pelo Coritiba antes de ir para o Juventude de novo. Essa foi mais curta e menos bem-sucedida. Assumiu o Brasiliense e está sem clube desde 2009.
Assumiu como auxiliar técnico do Luiz Felipe Scolari no Grêmio em 2014.

## Títulos

### Como jogador
America-RJ
- Taça Guanabara: 1974

### Como treinador
Arábia Saudita (Sub-17)
- Campeonato Mundial de Futebol Sub-17: 1989